# Murlo
Murlo est une commune italienne de la province de Sienne, dans la région Toscane.

## Culture
La ville possède un musée archéologique (Antiquarium de Poggio Civitate) sur la civilisation étrusque, basé sur des vestiges d'une ancienne fabrique d'objets de la vie quotidienne près d'un domaine seigneurial, qui se différencient des objets habituellement découverts sur les sites des nécropoles où les objets sont uniquement à vocation funéraire.
Une statue-acrotère dite « à chapeau de cow-boy » est particulièrement remarquable des aménagements des couvertures en terracotta des bâtiments étrusques pré-romains, sur lesquels figuraient des représentations  des divinités ou des notables.
- Cowboy de Murlo
- Ermitage de Montespecchio
- Poggio Civitate

## Administration
| Période                                  | Période | Identité | Étiquette | Qualité |
| ---------------------------------------- | ------- | -------- | --------- | ------- |
|                                          |         |          |           |         |
| Les données manquantes sont à compléter. |         |          |           |         |

### Hameaux
Bagnaia, Campriano, Casanova, Casciano, Crevole, Fontazzi, Frontignano, La Befa, Lupompesi, Miniere di Murlo, Montepertuso, Montepescini, Poggiobrucoli, Poggiolodoli, San Giusto, Santo Stefano, Vallerano, Vescovado.

### Communes limitrophes
Buonconvento, Civitella Paganico, Montalcino, Monteroni d'Arbia, Monticiano, Sovicille.